# 新序
新序（しんじょ）は、大相撲の用語。1934年5月場所から1960年11月場所までは序ノ口と前相撲の中間の階級として存在していたが、現在は前相撲に出場して一定の成績を修め翌場所序ノ口で本割に出場する権利を得た力士の身分を示すために用いられている。

## 階級としての新序
日本相撲協会に入門した新弟子は、新弟子検査合格直後の場所で、前相撲に出場する。その成績に応じて新序出世披露を受け、翌場所から番付に掲載されることが一般的な流れである。1961年以降は、前相撲に出場した新弟子が序ノ口の取組に出場できるのは翌場所からとする内規が存在し、どれだけ前相撲の成績が良好な新弟子でも、前相撲に出場した場所で序ノ口力士と対戦することはないが、遅くとも1934年5月場所には、場所の序盤に出世披露を受けた新弟子を序ノ口と同等の待遇にして、本割に組み込んで出場させる制度が導入されていた。このような待遇を受ける地位を新序と呼んでいた。
新序に在位した新弟子が序ノ口との割に出場する回数は、制度導入初期は場所によって2番から6番と流動的であったが、1947年6月場所からは1場所5番に固定され、1949年1月場所からは1場所3番に改定された（ただし、出場者数の関係からか、場所によって4番出場する新弟子がいるケースもあった）。
待遇上は序ノ口であるため、新序の割で勝ち越した新弟子が、翌場所序ノ口に在位することなく序二段で最初に番付に載るケースも多々見られた。後の49代横綱栃ノ海・52代横綱北の富士・大関琴ヶ濱・大関栃光・大関北葉山・関脇小城ノ花・関脇岩風・関脇明武谷・関脇大豪・関脇高鉄山・小結富士錦・小結沢光などがそうであったように、現役中に番付上の序ノ口在位を経験することなく上位に昇進した力士も多かった。
階級としての新序は、1961年1月場所に廃止された。

## 身分としての新序
上述の通り、階級としての新序が廃止されて以降は、前相撲に出場して一定の成績を収め、翌場所序ノ口で本割に出場する権利を得た力士の身分を、他の番付外力士（前相撲を欠場した力士）と区別するために用いられている。日本相撲協会からの待遇は、翌場所の番付発表までは他の番付外力士と同等とされ、番付発表をもって序ノ口力士としての待遇を得られるようになる。